# کاواساکی، ایواته
کاواساکی، ایواته (به لاتین: Kawasaki) یک منطقهٔ مسکونی در ژاپن است که در ناحیه توهوکو واقع شده‌است. کاواساکی ۴٬۳۸۴ نفر جمعیت دارد.